# Strongylognathus afer
Strongylognathus afer is een mierensoort uit de onderfamilie van de Myrmicinae. De wetenschappelijke naam van de soort is voor het eerst geldig gepubliceerd in 1884 door Emery.